# Sapporo International Ski Marathon

Logo.

Le Sapporo International Ski Marathon est une course de ski de fond longue distance organisée à Sapporo au Japon, chaque année au mois de février.  Fondé en 1981, l'événement intègre le calendrier de la Worldloppet en 1985.

## Caractéristiques
Le parcours du marathon de ski se déroule sur la piste utilisée aux Jeux olympiques d'hiver de 1972, ondule souvent et est de 50 kilomètres en distance depuis 1985.